# Asman
Asman es el nombre en avéstico y Pahlavi de la divinidad zoroastrista hipóstasis del cielo. 
Asman es el "cielo más alto", y es distinguido del firmamento (thwasha), el cual es más cercano a la tierra.
El día número 27 del calendario zoroastrista está dedicado a él.
- Datos: Q948213